# Carioca (juego)
Carioca (pronunciación: /kaˈɾjoka/), un juego de naipes estilo rummy de origen chileno, en el cual todos los jugadores reciben hasta 13 cartas y deben crear diferentes juegos con su mano. El juego se basa en un sistema de puntaje, siendo el propósito generar la menor cantidad de puntos. La baraja utilizada para el juego es de tipo naipe inglés, y se ponen en juego 54 o 108 cartas dependiendo de la cantidad de jugadores.
Se cree que el juego nació aproximadamente en el sigo xix, debido a la inmigración británica en Chile en ciudades del centro de Chile como Valparaíso y Santiago, siendo luego masificado por el resto del país.
La difusión del juego siempre ha sido de boca a boca y al no haber ningún ente regulador, las reglas pueden diferir mucho de entre regiones de Chile, por esta razón, antes de iniciar una partida, es normal conversar entre los jugadores y llegar a consenso con reglas que puedan generar conflicto.

## Características
La suma de las cartas se realiza con las cartas que tiene el jugador en juego, si el jugador ya realizó un juego las cartas en mesa no se agregan a la suma. 
Es primordial agregar que al momento de jugar tríos o escalas la primera vez que uno de los jugadores da vuelta sus cartas. Solo él no puede agregar cartas en el momento en que dio vuelta sus cartas, si los demás jugadores se bajaron (dieron vuelta sus cartas) en la corrida anterior, pueden hacerlo.
El objetivo es deshacerse o bajarse de todas las cartas. Si un jugador se baja no puede recoger desde el mazo de descarte, con esta norma el jugador anterior deberá verificar si la carta a deshacer es útil para el jugador que ya bajo su jugada. En el momento en que un jugador se haya quedado sin cartas en la mano, el resto inmediatamente sumará los puntos de las cartas que conservan en su mano, los que son anotados juego a juego por uno de los jugadores. El jugador que ganó la ronda no suma puntos, aunque en algunas variantes le son restados 10, cuando baje el juego esperado y realice el corte en la misma jugada. El ganador es el jugador con menos puntos tras el total de rondas.
No se valen los juegos con más de 2 comodines en una misma mano, ni dos juegos iguales, por ejemplo dos tríos de la misma figura; tampoco está permitido sacar las cartas bajas del contrincante.
Se puede ocupar un comodín cuando en la escala real cuando se dan 2 vueltas. En la última ronda el jugador no puede sacar carta recién desechada y botarla si con esa gana.

## Valor de las cartas
Las cartas tienen diferente valor, al momento de intentar deshacerse de ellas, como de sumárselas a uno mismo cuando no puede bajarlas. Al ser un juego enseñado de boca a boca, el valor de las cartas puede variar según la zona geográfica donde se juegue. Los dos valores más comunes son:
| Carta          |                | Valor |
| -------------- | -------------- | ----- |
| 2              | 2 de picas     | 2     |
| 3              | 3 de picas     | 3     |
| 4              | 4 de picas     | 4     |
| 5              | 5 de picas     | 5     |
| 6              | 6 de picas     | 6     |
| 7              | 7 de picas     | 7     |
| 8              | 8 de picas     | 8     |
| 9              | 9 de picas     | 9     |
| 10             | 10 de picas    | 10    |
| Jota/Sota/Jack | Jota de picas  | 10    |
| Reina/Dama     | Reina de picas | 10    |
| Rey            | Rey de picas   | 10    |
| As             |                | 20    |

## Rondas
Si el jugador que le toca revolver las carta, no sabe hacerlo, procede el que está a su derecha.
El juego normal consta de un total de 9 rondas. En cada una de ellas se debe cumplir con la cantidad de tríos o escalas requeridas. Un trío se compone de 3 cartas del mismo valor o número, sin importar su pinta o color; y una escala de 4 cartas consecutivas de la misma pinta, donde si se puede haber 2 escalas de la misma pinta, estando permitido dar la vuelta, es decir, tener un As entre medio (por ejemplo 2 - A - K - Q). Mientras más avanzado se encuentra el juego, más cartas son necesarias para bajarse, y por consiguiente más complejo será lograr reunirlas, por lo que si las primeras 2 o 3 rondas llegan a durar 5 minutos, otras como las 3 escalas o la Escala Real pueden durar 20 minutos o más. Estas son:
- 2 tríos (6 cartas)
- 1 trío y 1 escala (7 cartas)
- 2 escalas (8 cartas)
- 3 tríos (9 cartas)
- 2 tríos y 1 escala (10 cartas)
- 1 trío y 2 escalas(11 cartas)
- 3 escalas (12 cartas)
- 4 tríos (12 cartas)

' → escala completa de una sola pinta desde el as hasta el rey; aunque si hay más de un comodín, éstos no pueden estar reemplazando cartas de números consecutivos, como 5 - 6 o A - K. Igualmente, hay variantes en que no se permite su uso.
Aparte de estas 9 rondas hay otras 2 que se pueden agregar de común acuerdo entre los jugadores. 
Estas son:
- Escala sucia (13 cartas) → escala completa desde el As hasta el Rey sin importar la pinta o color (generalmente el uso de comodines se acuerda en 1)
- Escala de color (13 cartas) → escala completa desde el As hasta el Rey en que todas las cartas deben ser del mismo color, rojas ♥ ♦  o negras ♠ ♣, pudiendo usarse de ambas pintas. No se ocupan los comodines.
- Escala payaso (13 cartas) → escala completa del As hasta el Rey se tiene que ir variando el color una por una, una roja, una negra. No se ocupan comodines.

- Escala real (13 cartas) → escala completa desde el As hasta el Rey donde todas las cartas deben ser del mismo color y pinta. No se ocupan comodines.

En cada trío o escala solo está permitido el uso de un comodín al bajarse, y si luego de que las cartas estén bajadas otro jugador desea poner un comodín estos no podrán estar juntos. 
En algunas variantes, aparte de los jokers, también son usados como comodines las cartas de valor 2 y rojas (corazones ♥ y diamantes ♦), aunque esto dificulta las manos de jugadores que intenten formar una escala roja en que sea necesario el 2, especialmente en la Escala Real. Si es que son usadas como comodines y el jugador no gana la ronda, sumarán 20 puntos cada una, mientras que si se usan como 2 rojo en su ubicación natural, valdrán 2 puntos.

## Desarrollo del juego
En cada uno de estos juegos, cada jugador recibe 12 cartas del mazo entregadas por un repartidor asignado, repartiendo contra las flechas del reloj primero a su compañero y último a quien reparte, empezando el jugador a la izquierda de quién repartió. Este proceso se irá delegando de igual manera en sentido contra las flechas del reloj.
Se comienza girando boca arriba la primera carta del mazo, y dejándola a un costado. Esto se llama pozo, basura o montón. Quien juegue, para empezar a crear manos, podrá jugar sacando una carta del mazo, o del pozo. La ventaja del pozo es que el jugador sabe qué carta está recogiendo por si es que le es necesaria para su mano, con la contra de que todos lo sabrán también, cabe destacar que los jugadores NO podrán revisar del pozo las cartas anteriormente tiradas por otros jugadores. En este momento el jugador tendrá 13 cartas en su mano, siendo obligado a deshacerse de una para volver a tener 12. Bota la carta al pozo, y juega el siguiente jugador, quien podrá recoger la carta que tiró el compañero, o sacar una del mazo. En esta parte del juego, si la ronda permite ocupar jokers, no se pueden descartar jokers al pozo. En las rondas finales donde se debe hacer una escala del As al K (A,2,3,4,5,6,7,8,9,10,J,Q,K), se suele repartir 12 cartas y el jugador al bajarse ocupará sus 13 cartas y ganará automáticamente, sin tener que botar una carta al pozo.
El jugador al completar una mano (por ejemplo 2 tríos en el primer juego), podrá bajar sus cartas a la mesa boca arriba agrupadas en los tríos correspondientes dando aviso de su decisión y lanzar una al pozo. En esta instancia el jugador sigue jugando para deshacerse de las cartas que aún le quedan en la mano. Esto se puede hacer botando más cartas a los juegos de compañeros que también se hayan bajado o al propio. 
Por ejemplo; si un jugador bajó la escala 8(♥) - 9(♥) - 10(♥) - J(♥) y otro tiene en su mano la Q(♥) y ya se bajó en la ronda anterior o antes, este podrá ponerla en el juego del otro jugador quedando  8(♥) - 9(♥) - 10(♥) - J(♥) - Q(♥). Para poder deshacerse de cartas, se debe hacer posteriormente al acto de bajarse, en otras palabras, en el turno siguiente. En un turno el jugador puede deshacerse de las cartas que quiera, incluso bajando toda su mano si pudiese. Según el juego, se puede bajar únicamente lo que se está jugando, así, si por ejemplo se juegan solo tríos, no se puede intentar nada con escalas y viceversa; si se juegan ambas, no existe problema. Por ello, si ya se está bajado y hay un trío de 5, y una escala 3(♦) - 2(♦) - A(♦) - K(♦), se podrá bajar siguiendo el mismo número del trío, como continuar la escala en la misma pinta (bajar otro 5 para el trío, y en la escala un 4(♦)).
En algunas variantes, si un jugador baja una mano que tiene comodines, estos si son reciclables, es decir, si pueden ser reemplazados por otro jugador por la carta faltante para después tenerlo en su posesión para poder formar su juego y bajarse. 
Luego de ser todas las rondas jugadas, se suman los puntajes de cada jugador. Resulta ganador quien obtenga menos puntaje. En el muy improbable caso de que haya un empate, quedará mejor posicionado el que haya ganado más rondas.
En las escalas los comodines deben ir entre tres cartas, es decir si tenemos una escala formada por 4(♣)- 5(♣) - 6(♣) - Joker, no se puede lanzar otro joker en esa escala, pero si se puede lanzar un joker si la escala está conformada 3(♣)- 4(♣)- 5(♣) - 6(♣) y si se lanza quedaría la escala de esta forma Joker - 3(♣)- 4(♣)- 5(♣) - 6(♣) - Joker ".